# Trasporto Passeggeri Emilia-Romagna
Trasporto Passeggeri Emilia-Romagna (TPER) è una società per azioni a totale partecipazione pubblica che gestisce il trasporto pubblico locale su gomma nelle province di Bologna, Ferrara e in minima parte nelle province di Firenze, Modena e Ravenna.
TPER gestisce inoltre il Marconi Express di Bologna e partecipa al 30% in Trenitalia Tper, che gestisce il trasporto ferroviario sulle linee regionali dell'Emilia-Romagna affidate ai gestori dell'infrastruttura RFI e FER.

## Storia
L'azienda è nata il 1º febbraio 2012 dalla fusione della divisione trasporti di ATC, che ai tempi svolgeva l'attività nei bacini di Bologna e Ferrara, con la divisione Trasporti di Ferrovie Emilia Romagna (FER).
Nell'ottobre dello stesso anno, TPER ha acquisito una quota di quattro milioni di euro del capitale di Start Romagna alla quale ha ceduto il ramo autolinee di Rimini.
Nel giugno 2012 è stata perfezionata da parte di TPER la cessione alla società Dinazzano Po del proprio ramo d'azienda del settore merci.
Nei primi mesi del 2014, la società è divenuta azionista di riferimento di SETA, azienda che eroga i servizi di trasporto pubblico locale su gomma nelle province di Modena, Reggio Emilia e Piacenza.
Al dicembre 2014, TPER detiene partecipazioni azionarie in 13 società, prevalentemente operanti nel settore dei trasporti di passeggeri e merci, di cui 7 controllate e 6 collegate.
Il 1º gennaio 2020, il ramo ferroviario dell'azienda è stato conferito alla nuova società Trenitalia Tper, di cui Tper è socia al 30% (Trenitalia al 70%).

## Struttura societaria
Il capitale sociale è così ripartito tra diversi soggetti pubblici dell'Emilia-Romagna:
- Regione Emilia-Romagna: 46,13%;
- Comune di Bologna: 30,11%;
- Città metropolitana di Bologna: 18,79%;
- ACT Reggio Emilia: 3,06%;
- Provincia di Ferrara: 1,01%;
- Comune di Ferrara: 0,65%;
- Provincia di Parma: 0,04%;
- Ravenna Holding Spa: 0,04%;
- Azioni proprie: 0,16%.

## Attività gestite
Città di Bologna e città metropolitana di Bologna:
- 63 autolinee urbane, di cui 5 linee filoviarie
- 15 autolinee suburbane
- 140 autolinee interurbane, di cui 12 a chiamata
- Car sharing Corrente

Città di Imola:
- 11 autolinee urbane
- Gestione della sosta

Città di Ferrara e Provincia:
- 20 autolinee urbane
- 51 autolinee interurbane
- Bike sharing

Prima della costituzione di Trenitalia Tper, la società gestiva inoltre direttamente il trasporto passeggeri su numerose linee ferroviarie regionali e su alcune tratte regionali di linee nazionali.
Servizi ferroviari su rete FER:
- Ferrara – Codigoro;
- Suzzara – Ferrara;
- Modena – Sassuolo;
- Reggio Emilia – Sassuolo;
- Reggio Emilia – Ciano d'Enza;
- Reggio Emilia – Guastalla;
- Parma – Suzzara;
- Bologna – Portomaggiore;
- Bologna – Casalecchio – Vignola.Filobus Iveco Crealis "Emilio" sulla linea 13

Servizi ferroviari su rete RFI:
- Mantova – Carpi – Modena;

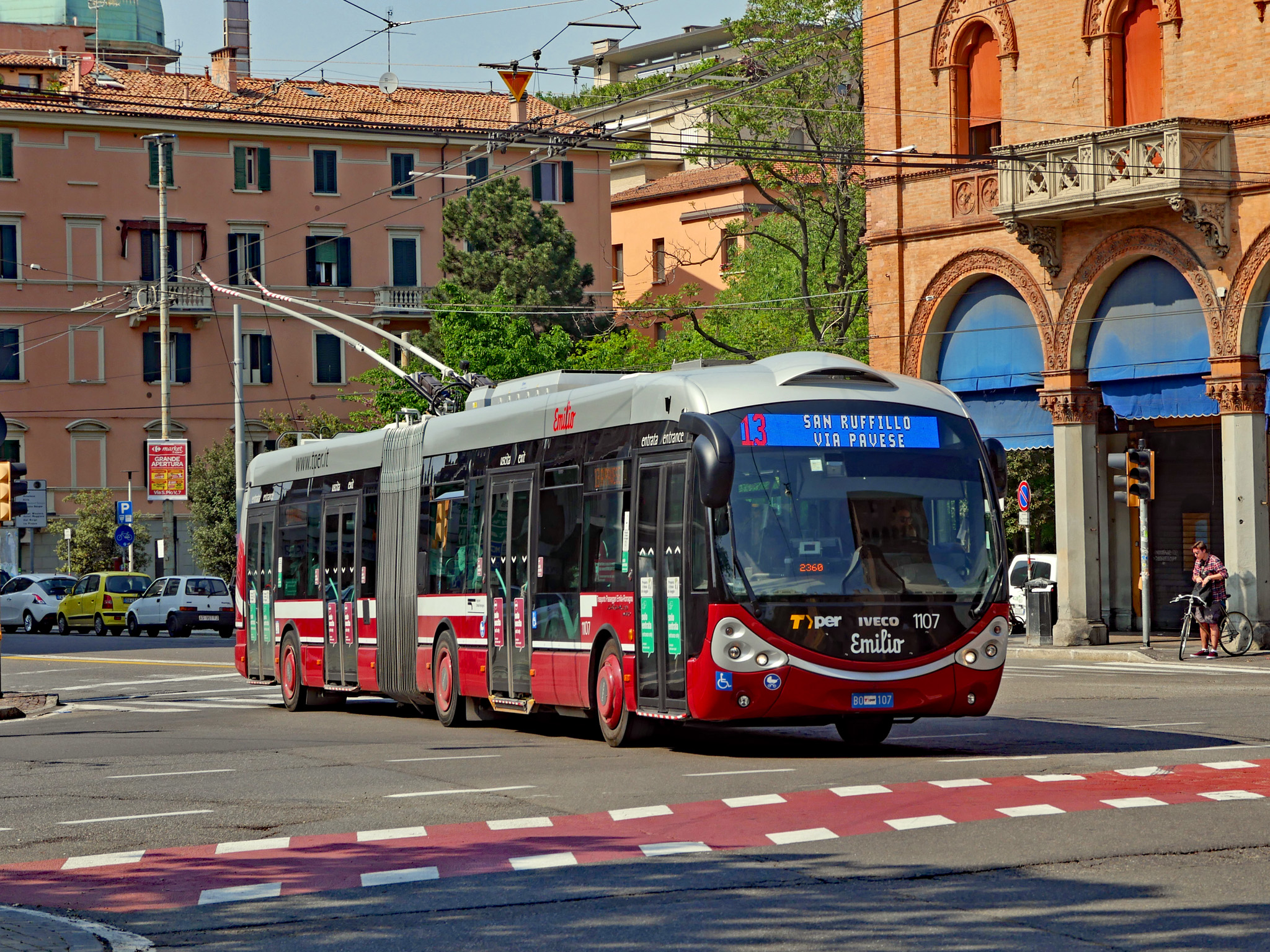
Filobus Iveco Crealis "Emilio" sulla linea 13

- Ferrara – Ravenna – Rimini – Pesaro;
- Rovigo – Ferrara – Bologna – Rimini
- Bologna – Rimini – Pesaro;
- Bologna – Poggio Rusco;
- Bologna – Parma;
- Bologna – Porretta Terme.

Servizi ferroviari periodici:
- Bergamo – Pesaro (Freccia Orobica) nei mesi da giugno a settembre, utilizza sia linee RFI che la linea FER Suzzara - Ferrara.

### Flotta

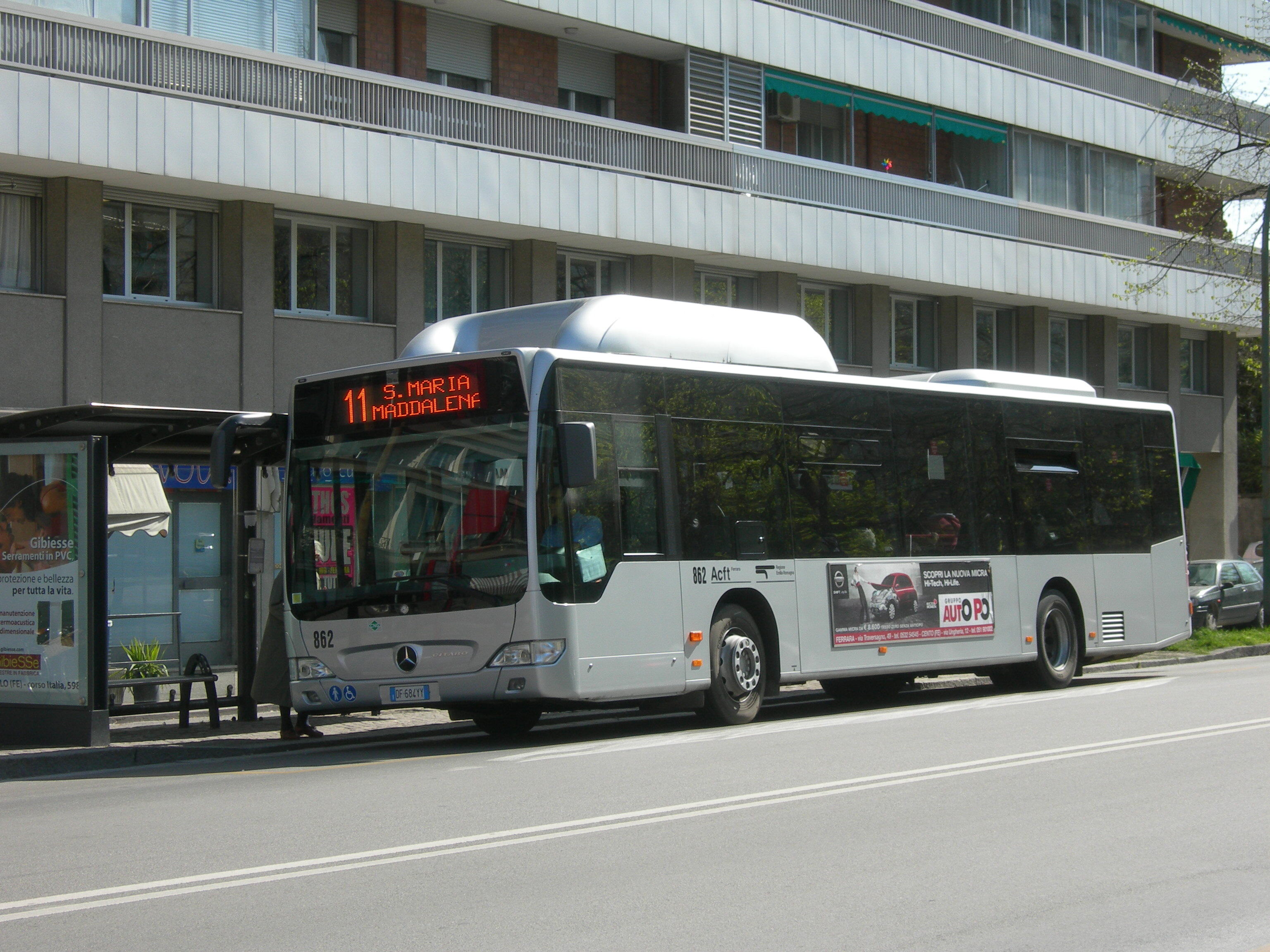
Autobus Mercedes Citaro a Ferrara

Il parco mezzi ereditato da ATC è composto da 1200 unità.
Alcuni mezzi del bacino di Bologna (mezzi sia FER che ex ATC) sono stati ceduti alla società Autoguidovie che ha acquisito le quote di TPB di FER, subentrando nell'esercizio delle autolinee ex FER. Ad ottobre 2012 i mezzi del bacino autolinee di Rimini (mezzi ex FER) sono stati ceduti alla società Start Romagna.
La flotta circolante a Bologna è composta da: Mercedes-Benz Citaro, Mercedes-Benz Cito, Mercedes-Benz Integro, Mercedes-Benz Sprinter, Iveco CityClass (in dismissione), Irisbus Citelis, Irisbus Sitcar, Iveco Bus Urbanway, Iveco MyWay (in dismissione), Irisbus Arway Iveco Bus Crossway, Iveco Crealis Neo, Iveco bus Daily Way, BredaMenarinibus Monocar 240, BredaMenarinibus Zeus, BredaMenarinibus Vivacity, BredaMenarinibus Avancity, BredaMenarinibus Citymood, CAM BusOtto (in servizio il modello filobus da 18m), CAM Alè, Setra S 419 UL, Volvo 7700, MAN Lion's City, Neoplan Centroliner Evolution, Van Hool A300 (in dismissione i modelli snodati del 1998 e 1999, 2 nuovi A300 ibridi acquistati nel 2012), Solaris Trollino, Solaris Urbino, Scania Interlink LNG, MAN Lion's Intercity.

#### Unità dismesse
Dal 2012, anno della sua fondazione, la TPER ha dismesso completamente dalla propria flotta i seguenti mezzi:
CAM Pollicino, Iveco DownTown, Cacciamali TCM890, Cacciamali TCC760, Iveco Effeuno, Iveco Turbocity, Iveco Turbocity R, Fiat 370, Iveco EuroClass, Menarini Monocar 201, Menarini Monocar 220, BredaMenarinibus Monocar 221, BredaMenarinibus Monocar 321, BredaMenarinibus Monocar 230, Bredabus 4001, CAM BusOtto, Cam New BusOtto, Neoplan Centroliner, Mercedes-Benz O405N, Iveco Europolis.

### Depositi
TPER dispone di sette depositi aziendali tutti ereditati da ATC di cui cinque nel bacino di Bologna e due nel bacino di Ferrara: tre a Bologna (deposito Battindarno, deposito Due Madonne e deposito Ferrarese), uno a Imola (BO) e uno a Prati di Castel di Casio (BO) (alta valle del Reno), uno a Ferrara (deposito Trenti) e uno a Comacchio (FE). Oltre ad essi, nel territorio servito dall'azienda sono sparsi numerosi parcheggi (gruppi esterni), in prossimità dei principali capolinea delle linee suburbane ed extraurbane. Per il rifornimento, la pulizia e la manutenzione dei mezzi ciascun gruppo esterno fa capo ad uno dei depositi di cui sopra, e solo occasionalmente presso distributori di carburante locali.
TPER aveva ereditato da FER ulteriori tre depositi: Bologna Roveri, Ferrara Porta Reno e Rimini Clementini, di questi i primi due sono stati chiusi subito dopo la creazione di TPER e i relativi mezzi trasferiti nei depositi ex ATC mentre l'ultimo è stato ceduto a Start Romagna nell'ottobre 2012 insieme al ramo autolinee di Rimini.

### Collezione storica

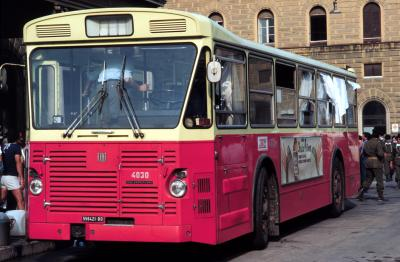
Il bus 4030 ATC, coinvolto nei soccorsi della strage di Bologna, il 2 agosto 1980.

È stato ereditato da ATC un museo dei trasporti che espone una ventina di vetture restaurate tra autobus, filobus, tram ed altri mezzi.
Fra questi, è presente la matricola 4030 di ATC, un Fiat 421-A Menarini costruito nel 1973 che il 2 agosto 1980, giorno della strage alla stazione di Bologna, fu impiegato per il trasporto delle salme dal piazzale antistante lo scalo ferroviario all'obitorio.

## Parco rotabili

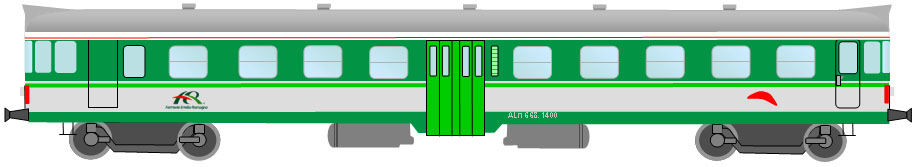
Un'automotrice ALn 668 nella livrea verde-grigia FER

TPER ha ereditato il parco rotabili della società Ferrovie Emilia Romagna che è composto da elementi piuttosto eterogenei in quanto la FER, oltre ad effettuare nuovi acquisti durante il periodo in cui ebbe la gestione dei servizi ferroviari, a sua volta li ereditò dalle quattro gestioni commissariale che sono confluite in essa:
- la Ferrovie Padane (FP);
- la Ferrovia Suzzara-Ferrara SpA (FSF);
- la Ferrovia Bologna-Portomaggiore (FBP);
- la Ferrovia Parma-Suzzara (FPS).

Parte del materiale proviene dalle incorporazioni effettuate da FER sul finire del primo decennio del XXI secolo:
- la modenese ATCM;
- l'Azienda Consorziale Trasporti Reggio Emilia (ACT);
- la suburbana FBV[8].

Nonostante la denominazione TPER gestisce tuttora anche i servizi ferroviari merci che già erano operati da FER sia su rete sociale FER che su rete RFI ed è socia insieme a Sogemar della società ferroviaria merci Oceanogate.

### Automotrici
- trentasette ALn 668 costruite tra il 1959 e il 1983 da Fiat Ferroviaria. Di queste:
  - quattro provengono dalla Gestione commissariale governativa FBP e che risultano immatricolate nella serie 001-004 che risultano accantonate;[senza fonte]
  - quattordici provengono dalla FSF e sono state immatricolate nelle serie 05-12 (accantonate)[senza fonte] e 013-018 in servizio.
  - cinque provenienti dalla Gestione commissariale della FPS le quali risultano immatricolate nelle serie 601-602 ( accantonate)[senza fonte] e 611-613 in servizio;
  - sette ereditate dalla FP, immatricolate nella serie 1008-1009 (accantonate)[senza fonte],  1010-1013 (accantonate la unità  1010 e 1011)[senza fonte] e 1014-1015 in servizio;
  - quattro ereditate dall'ACT di Reggio Emilia, di costruzione Fiat Ferroviaria 1981 ed immatricolate dalla società reggiana nella serie 2463-2466;
  - tre ALn 668, serie 1600, provengono dal parco rotabili siciliano di Trenitalia. Sono le 1619, 1627 e 1631, le quali erano state prodotte da Fiat Ferroviaria tra il 1970 e il 1971, al 2012 risultano tutte radiate[senza fonte]. Ad esse si aggiunge una quarta unità di serie 1500, la 1536, impiegata unicamente per i ricambi e anch'essa accantonata;
- quattordici ALn 663, costruite da Fiat Ferroviaria tra il 1985 e il 1995. Di queste in particolare:
  - tre provengono dalla FSF e sono state immatricolate nella serie 019-021;
  - quattro provengono dalla FBP, immatricolate nella serie 101-104 e 105[9];
  - una proveniente dal parco rotabili FPS e classificata come 903;
  - sei ex FP, immatricolate nella serie 1016-1021;
- sedici automotrici ALn 067-082, ex ACT di Reggio Emilia, costruite nel 1995 dalla Fiat. Questi treni riprendono il modello delle ALn 663, ma sono prive di intercomunicanti;

### Rimorchiate
- cinque Ln 664 costruite dalla Fiat ferroviaria nel 1960 e nel 1962 per la prima generazione di ALn 668 della FSF ed immatricolate da questa nella serie 25-29, che al 2012 risultano tutte accantonate[senza fonte];
- una Ln 882 di produzione Fiat Ferroviaria 1972 per la seconda generazione di ALn 668 FSF ed immatricolata come 30, che al 2012 risulta accantonata[senza fonte];
- diciassette Ln 880, costruite dalla Fiat Ferroviaria tra il 1971 e il 1983. Di queste in particolare:
  - otto provengono dal parco rotabili FSF e sono state immatricolate nella serie 031-038;
  - otto, immatricolate nella serie 306-313, sono state conferite dalla FP. Di queste, l'unità 309 è stata ricostruita da FER per impiegarla nel trasporto biciclette[10];
  - una proviene dal parco FPS, immatricolata come 371;
- cinque Ln 778, aventi telaio simile a quello delle ALn 663 e prodotte tra il 1985 e il 1995. Di queste:
  - una è di provenienza FPS, immatricolata come 377;
  - quattro sono state conferite dalla FBP e immatricolate nella serie 401-404;
- quattro rimorchiate per automotrici Ln 882, immatricolate come 1501, 1510, 1513 e 1515, ex FS/Trenitalia, che al 2012 risultano tutte radiate[senza fonte]. La rimorchiata 1503 è stata acquistata unicamente per ricambi;
- due rimorchiate Rp, ex ACT Reggio Emilia, in origine da accoppiare ad automotrici MAN/Reggiane e che sono state riadattate nel 1984 per l'impiego con le ALn 668, di cui una convertita per trasporto bici, che al 2012 risultano accantonate[senza fonte].

### Elettromotrici
- quattro elettromotrici a due casse ALe 228, ex ATCM, prodotte tra il 1954 e il 1955 e provenienti dal gruppo AM54/55 delle ferrovie di stato belghe (SNCB), immatricolate da questa come 056, 064, 072 e 505;
- due elettromotrici ALe 088, ex ATCM, di costruzione Firema (1985) ed immatricolate come 001 e 002, le quali circolano in composizione bloccata assieme a due rimorchiate pilota Le 088 e ad una rimorchiata intermedia Le 096. Nell'ottobre 2012 un convoglio è stato ceduto alla MCNE per la ferrovia Benevento-Cancello[11];
- due elettromotrici a due casse ALe 054, ex FBV, derivate dalla ricostruzione di elettrotreni di provenienza SNCB effettuata dalla Magliola;
- due elettromotrici a due casse ALe 122, ex FBV, prodotte da Ansaldo/Casaralta, non ancora entrate in servizio regolare, salvo sporadici treni sulla Modena-Sassuolo nel 2010 durante la gestione FER;
- un'elettromotrice a due casse ALe 054 acquistata usata nel 2013 da GTT Torino, identica alle ALe 228 già in uso a FER.

### Locomotive per servizio passeggeri e carrozze

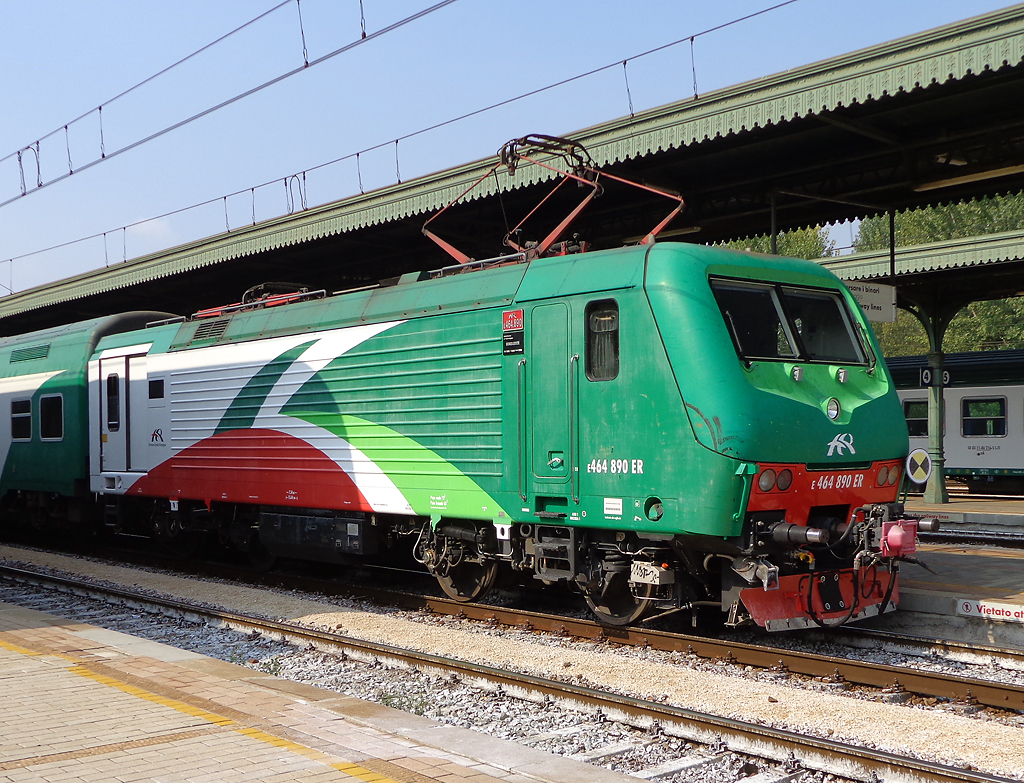
Locomotiva E.464.890 in sosta a Mantova

- dieci locomotive elettriche E.464, ex FER, identiche a quelle utilizzate da Trenitalia ed immatricolate nella serie 901-906 ed 890-893;
- due locomotive diesel DE.122 ex ACT, prodotte dalla IMPA/ITIN di Catania nel 1989, atte all'effettuazione di treni passeggeri reversibili (navetta) ma dal 2012 utilizzate solo su treni merci a causa della dismissione della carrozze ex FFS con cui viaggiavano in composizione.
- sei carrozze provenienti dalle FFS costruite negli anni 30, di cui una convertita in semipilota, che nel 2012 sono state accantonate per raggiunti limiti di età e successivamente avviate alla demolizione;
- dieci convogli Vivalto composti da tre carrozze a due piani di cui una semipilota per effettuare servizi regionali accoppiate alle locomotive E.464.

### Autotreni
- otto autotreni ATR 220 a tre casse prodotti dalla ditta polacca Pesa.

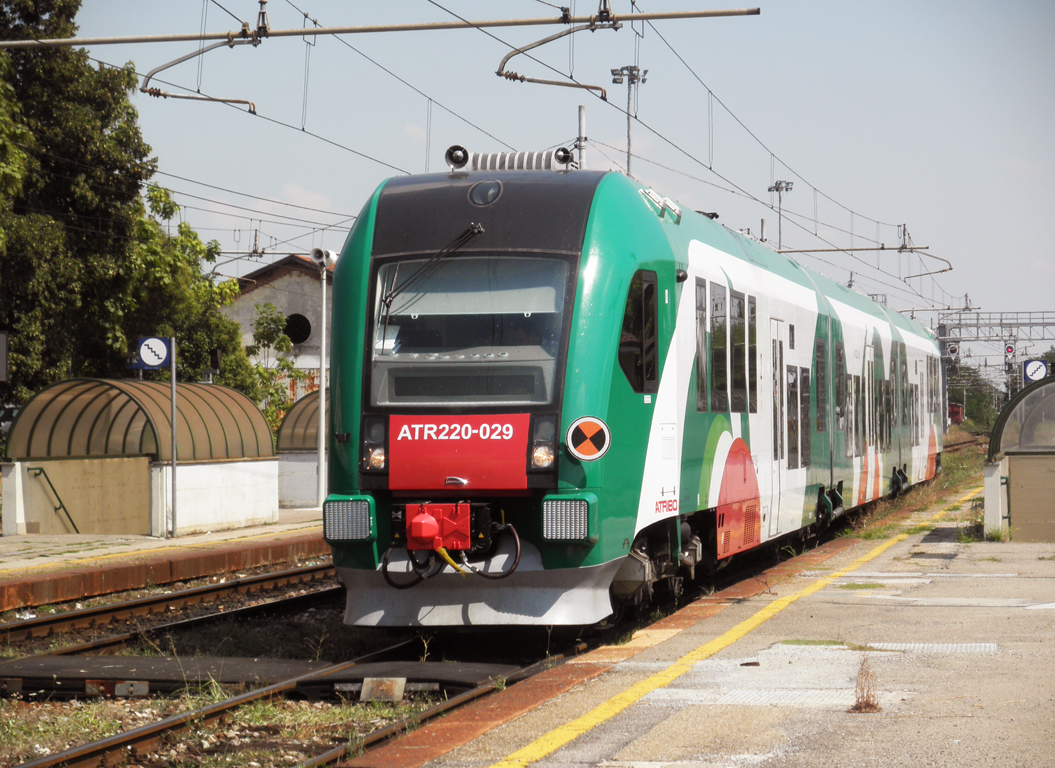
ATR 220-029 presso Piadena

### Elettrotreni
- dodici elettrotreni ETR 350 a cinque casse per servizi regionali prodotti da Stadler Rail in collaborazione con Ansaldobreda[12], ordinati nel 2009 e attualmente tutti consegnati. Nel 2014 sono stati ordinati altri 7 convogli grazie ai fondi per il Servizio Ferroviario Metropolitano per la città di Bologna[13]. Nel 2015 la Regione Emilia-Romagna ha ordinato 6 convogli, nell'ambito della gara del ferro[14]

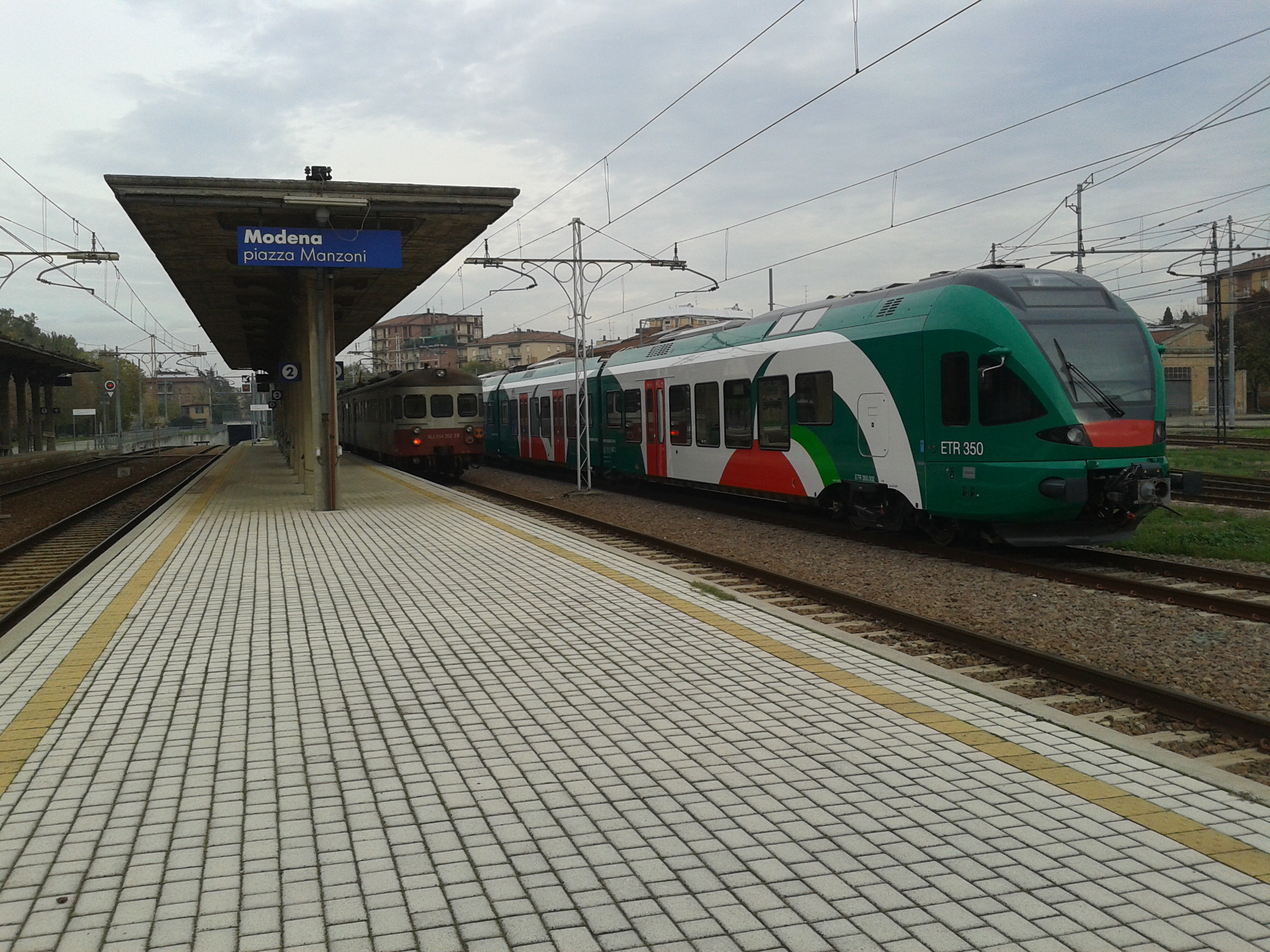
ETR 350-002 in sosta nella stazione di Modena piazza Manzoni

### Locomotive per servizi merci e manovre
- due locomotive elettriche monotensione E.483 (Bombardier TRAXX F140DC) numerate 024-025;
- sei locomotive elettriche E.640 acquistate usate da FER dalle ferrovie slovene, dal 2012 sono accantonate;
- undici locomotive diesel Vossloh D200 numerate 014-024 acquisite da ACT, prima classificate G2000, (alcune sono state noleggiate alla società NTV);
- dieci locomotive diesel D220 di cui quattro ex FSF, tre ex FP, tre acquistate usate da FER, tutte originariamente ex DB, di cui una è accantonata per guasto grave;
- due locomotive diesel 1900 acquisite da ACT, già appartenute a DB, gruppo V160, di cui una riportata in livrea storica;
- due locomotive diesel da manovra DE145 acquisite da ACT, identiche alle D.145 di Trenitalia);
- quattro locomotive diesel da manovra 850 ex ACT, acquistate usate dalla Germania (al 2012, una locomotiva risulta accantonata per incidente[15]);
- una locomotiva diesel da manovra DJ474 ex FPS, costruita sul telaio di una vecchia locomotiva tedesca tipo DB V100;
- due locomotive LD61 e LD62 ex FSF di cui una accantonata e una è utilizzata per i treni cantiere;
- varie locomotive ancora formalmente in parco ma accantonate: tre D361 ex Ferrovie Rumene CFR, sei DE424 ex Società Veneta, una D341 ex FBP, già appartenuta alle FS, e una LD404 (ex FPS).

Inoltre TPER ha utilizzato in passato in regime di noleggio per il servizio merci una Locomotiva E.484 di ISC, una Locomotiva E.189 sempre di ISC, una E.483 di Arenaways e una locomotiva D.146 di Trenitalia Cargo oltre a vari automotori del gruppo 255 sempre di Trenitalia per le manovre.

### Rotabili storici
Al momento della sua costituzione in società, TPER ha ereditato dalla FER anche dei rotabili di interesse storico provenienti dalle precedenti amministrazioni ferroviarie delle linee emiliane:
- tre locomotive Ln.372 di provenienza FP, costruite nel 1942 per l'utilizzo sulle linee libiche. Di esse, due sono state demolite nel 2012, mentre una unità è destinata ad essere preservata come rotabile storico[senza fonte];
- un'automotrice ALn 772, prodotta nel 1941, restaurata ed in livrea storica;
- due automotrici ALn 556 provenienti dal parco FSF e acquistate da quest'ultima negli anni settanta dalle Ferrovie dello Stato;
- una locomotiva M.52 di costruzione Ganz e derivata dalla ricostruzione di una vecchia automotrice del 1932 proveniente dal parco Santerno Anonima Ferroviaria, che gestiva la linea Massalombarda-Imola-Fontanelice;
- due locomotive e tre automotrici, ex SEFTA, costruite dalla Breda nel 1932;
- locomotiva a vapore CCFR 7, prodotta nel 1907 dalla Henschel & Sohn di Kassel;
- alcune carrozze storiche di provenienza Ferrovie Nord Milano.